# Saint-Barthélemy-d’Agenais
Saint-Barthélemy-d’Agenais település Franciaországban, Lot-et-Garonne megyében. Lakosainak száma 530 fő (2022. január 1.). Saint-Barthélemy-d’Agenais Agmé, Armillac, Labretonie, Laperche, Montignac-Toupinerie, Puymiclan és Tourtrès községekkel határos.

## Népesség
A település népessége az elmúlt években az alábbi módon változott:
| Lakosok száma | 641  | 535  | 517  | 501  | 500  | 503  | 516  | 520  | 518  | 530  |
|               | 1968 | 1982 | 1990 | 2006 | 2013 | 2015 | 2017 | 2019 | 2020 | 2022 |